# إقالة (عمل)

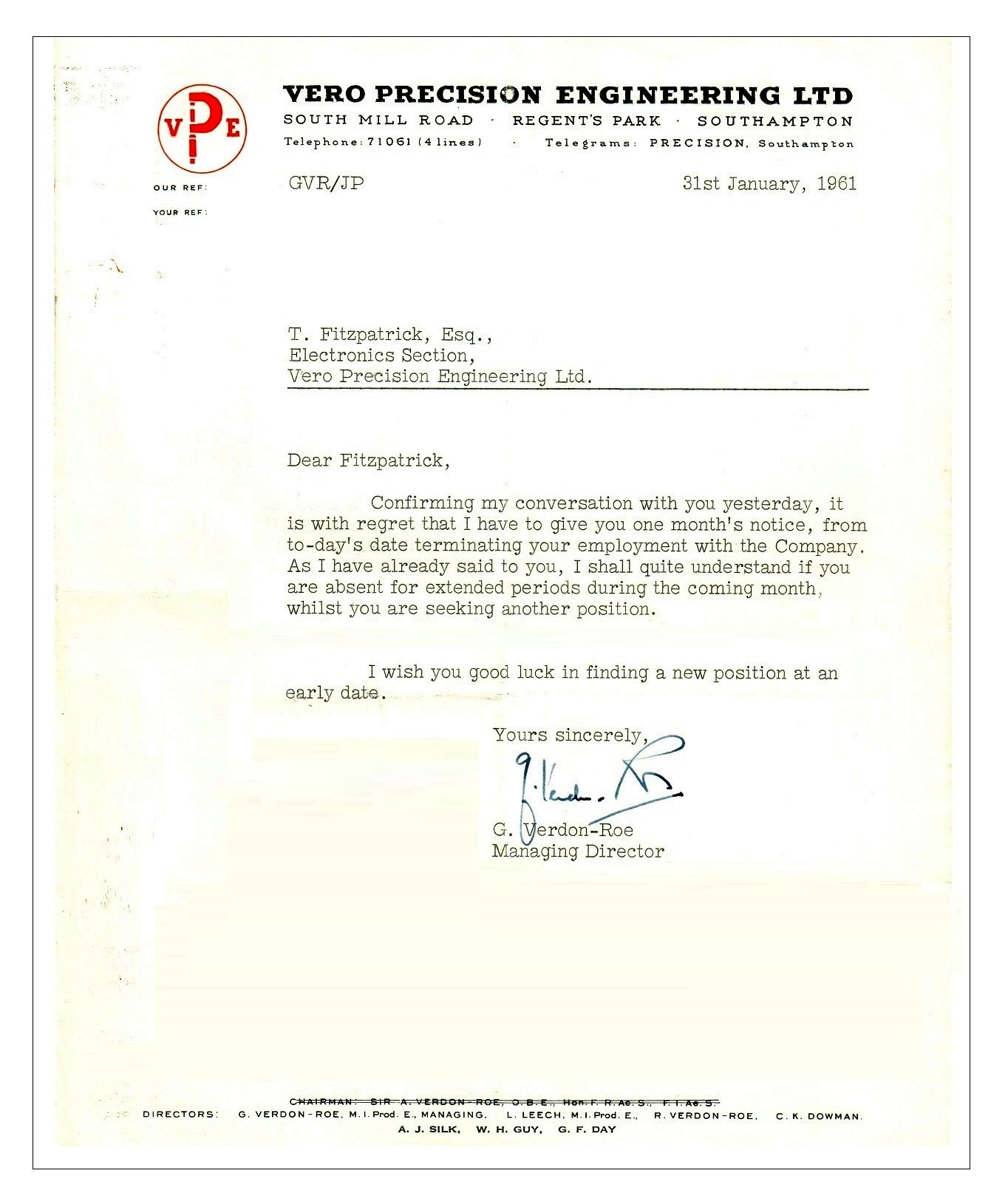

الإقالة (المعروفة أيضًا بالطرد أو الفصل) هي فصل صاحب العمل لموظف بغير إرادته، ويكون ذلك لأسباب متنوعة منها: الانكماش الاقتصادي، وأداء المشاكل ذات الصلة من جانب الموظف.